# Mourão (Vila Flor)
Mourão é uma povoação portuguesa do Município de Vila Flor que foi sede da extinta Freguesia de Mourão, freguesia que tinha 5,54 km² de área e 104 habitantes (2011), e, por isso, uma densidade populacional de 18,8 hab/km². 
A Freguesia de Mourão foi extinta em 2013, no âmbito de uma reforma administrativa nacional, tendo sido agregada à Freguesia de Valtorno para formar uma nova freguesia denominada União das freguesias de Valtorno e Mourão com sede em Valtorno.
A oeste do Município de Vila Flor e situada numa encosta defronte de Seixo de Manhoses, a antiga Freguesia de Mourão terá o seu nome ligado a algum mouro que ali venha vivido aquando das invasões Mouriscas. O povoamento desta aldeia é muito remoto, tendo ali sido encontrados muitos fragmentos de cerâmica romana. 

## Património
Do património religioso da aldeia fazem parte a igreja de S. João Baptista que é também igreja Matriz. De arquitetura românica, com o passar dos anos sofreu algumas alterações. Possui um altar-mor em talha dourada do séc. XVII.
A capela de Sta. Bárbara possui uma imagem seiscentista da padroeira. Ao cimo do povo e de aspeto muito simples está o santuário de S. Ciríaco, palco de uma concorrida romaria todos os anos no dia da sua festa. Na aldeia de S. Sampainho (antiga aldeia medieval), podemos encontrar a capela de S. Plácido que foi reconstruída visto a ermida original ter sido destruída.
À entrada da povoação temos a fonte romana, e situada fora do povo a fonte por Deus, que o povo acredita que a sua água tem efeitos medicinais.
Mas o Mourão também tem as suas crenças e tradições populares, a esmola do menino e as esmolas de S. Sebastião.

## População
| População da freguesia de Mourão | População da freguesia de Mourão | População da freguesia de Mourão | População da freguesia de Mourão | População da freguesia de Mourão | População da freguesia de Mourão | População da freguesia de Mourão | População da freguesia de Mourão | População da freguesia de Mourão | População da freguesia de Mourão | População da freguesia de Mourão | População da freguesia de Mourão | População da freguesia de Mourão | População da freguesia de Mourão | População da freguesia de Mourão |
| -------------------------------- | -------------------------------- | -------------------------------- | -------------------------------- | -------------------------------- | -------------------------------- | -------------------------------- | -------------------------------- | -------------------------------- | -------------------------------- | -------------------------------- | -------------------------------- | -------------------------------- | -------------------------------- | -------------------------------- |
| 1864                             | 1878                             | 1890                             | 1900                             | 1911                             | 1920                             | 1930                             | 1940                             | 1950                             | 1960                             | 1970                             | 1981                             | 1991                             | 2001                             | 2011                             |
| 387                              | 437                              | 564                              | 457                              | 472                              | 402                              | 438                              | 421                              | 407                              | 469                              | 290                              | 293                              | 205                              | 139                              | 104                              |

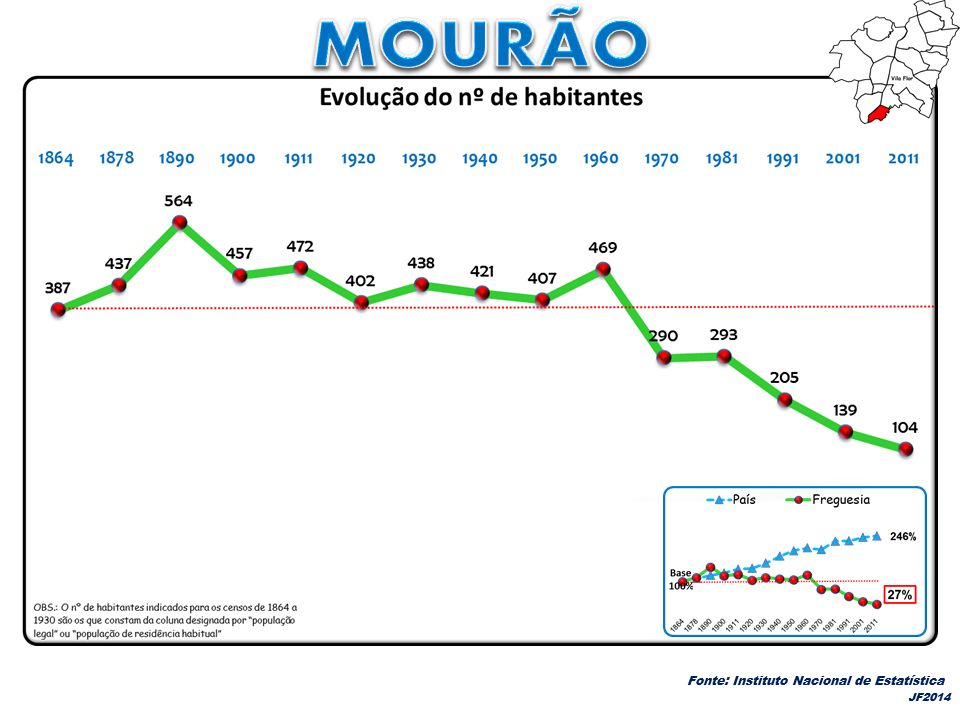
Evolução da População 1864 / 2011
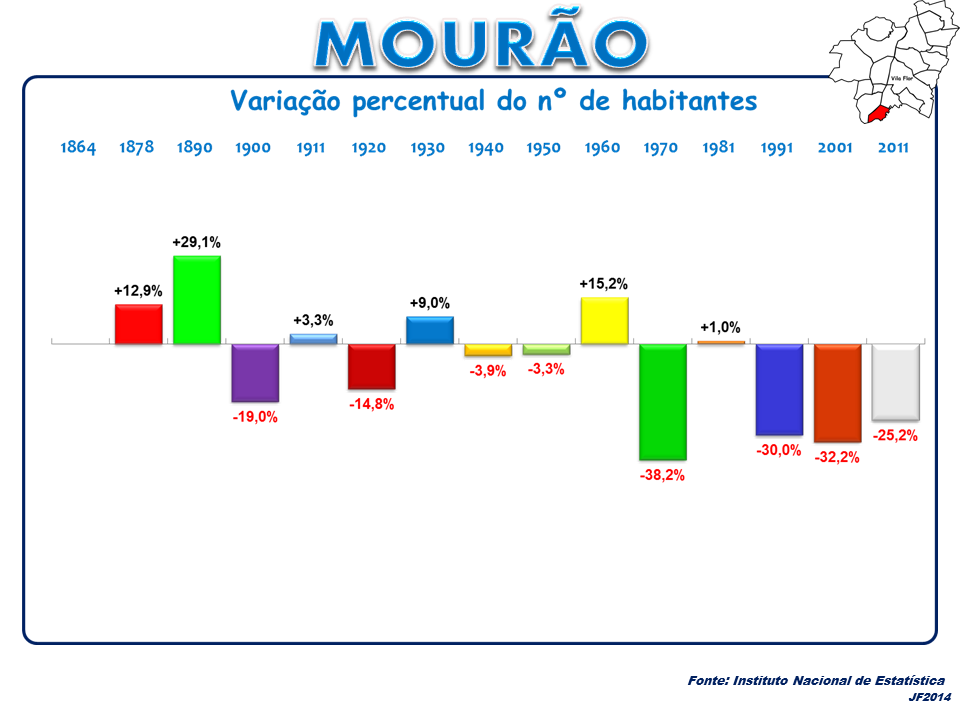
Variação da População 1864 / 2011
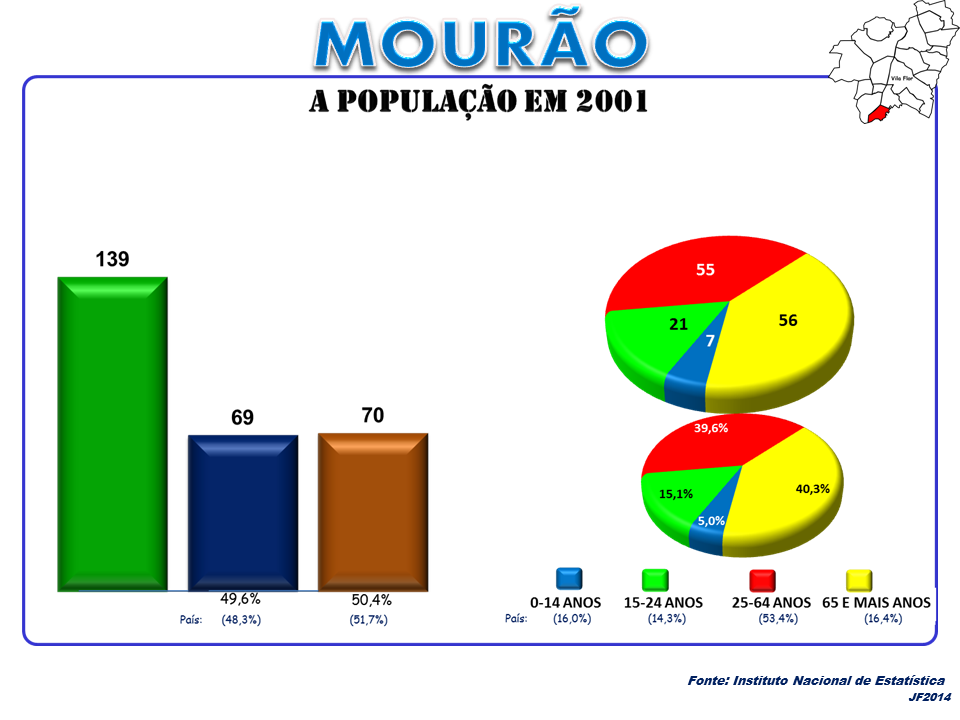
A População em 2001
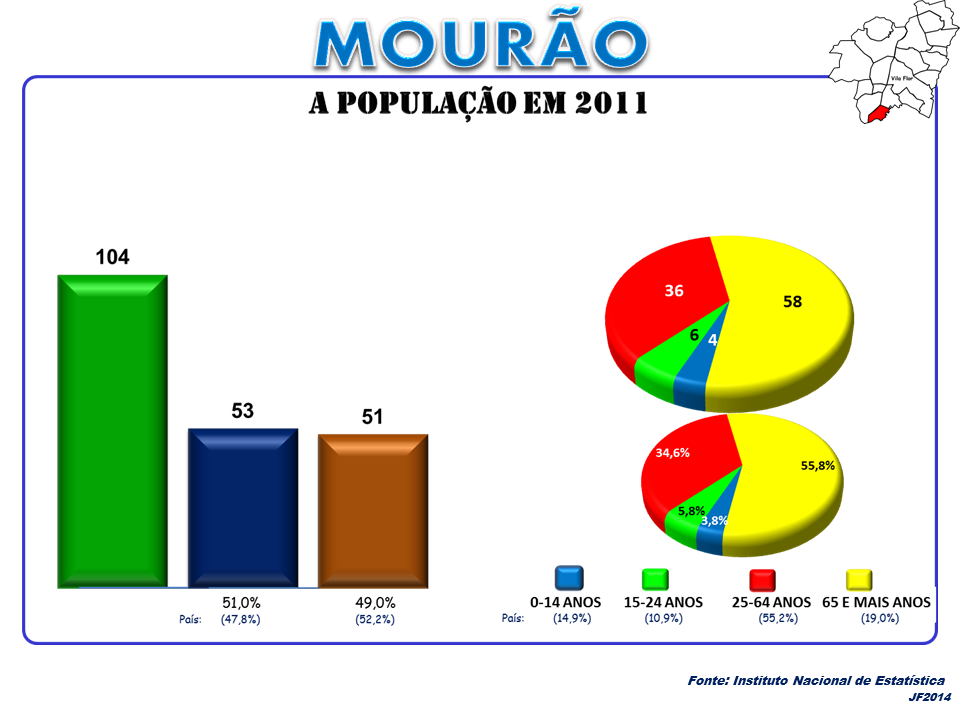
A População em 2011?